# Pidlisne, Monastîrîska
Pidlisne (în ucraineană Підлісне) este o comună în raionul Monastîrîska, regiunea Ternopil, Ucraina, formată numai din satul de reședință.

## Demografie
Componența lingvistică a comunei Pidlisne
     Ucraineană (99,78%)
     Alte limbi (0,22%)
Conform recensământului din 2001, majoritatea populației comunei Pidlisne era vorbitoare de ucraineană (99,78%), existând în minoritate și vorbitori de alte limbi.